# Alfredo Pasotti
Alfredo Pasotti (né le 6 janvier 1925 à Bastida Pancarana, dans la province de Pavie, en Lombardie et mort le 12 septembre 2000 dans la même ville) est un coureur cycliste italien des années 1950.

## Biographie
Alfredo Pasotti devient professionnel en 1946 et le reste jusqu'en 1958. Il remporte 5 victoires au cours de sa carrière.

## Palmarès
- 1945
  - 2e de la Coppa Guglielmetti

- 1946
  - Coppa Miracca
  - Coppa Fregnani
  - 2e de Milan-Rapallo

- 1947
  - Turin-Bielle

- 1949
  - 3e de la Polymultipliée

- 1950
  - 3e et 9e étapes du Tour de France
  - 6e de Milan-San Remo

- 1951
  - 2e des Trois vallées varésines

- 1952
  - 13e étape du Tour d'Italie
  - 1re étape secteur a du Tour de Luxembourg

- 1953
  - 4e étape du Tour de Suisse

- 1955
  - Grand Prix du Locle

## Résultat sur les grands tours

### Tour de France
1 participation
- 1950 : abandon des équipes italiennes (12e étape), vainqueur des 3e et 9e étapes

### Tour d'Italie
6 participations
- 1948 : 13e
- 1949 : 25e
- 1950 : 21e
- 1951 : 25e
- 1952 : 12e, vainqueur de la 13e étape
- 1953 : abandon
- 1954 : abandon